# Giswil
Giswil (toponimo tedesco) è un comune svizzero di 3 944 abitanti abitanti del Canton Obvaldo.

## Geografia fisica
Il territorio di Giswil si estende all'estremità meridionale del lago di Sarnen, nella valle del fiume Aa di Sarnen, ai piedi dei monti Giswilerstock e Brienzer Rothorn.

## Storia
Il comune politico è stato istituito nel 1850.

## Monumenti e luoghi d'interesse
- Chiesa parrocchiale cattolica di San Lorenzo, attestata dal 1275 e ricostruita più a monte dopo il 1629[3];
- Chiesa parrocchiale cattolica di Sant'Antonio Eremita in località Grossteil, eretta nel 1607 e ricostruita nel 1844-1847[3];
- Rovine della fortezza di Rudenz[3].

## Società

### Evoluzione demografica
L'evoluzione demografica è riportata nella seguente tabella:
Abitanti censiti

## Economia
L'economia locale si basa prevalentemente sul settore terziario.

## Infrastrutture e trasporti
Il comune è servito dalle uscite di Giswil Nord e Giswil Süd sull'autostrada A8, dalla strada principale 4 e dalle stazioni di Giswil e di Giswil Grossmatt sulla ferrovia del Brünig (linea S5 della rete celere di Lucerna). Il passo Glaubenbühlpass lo collega a Flühli, nel Canton Lucerna; il passo del Brünig a Meiringen, nel Canton Berna.